# Vasile Tcaciuc
Vasile Tcaciuc (ur. 1900 w Kocmaniu, zm. 17 października 1935 w Jassach) - rumuński seryjny morderca, zwany Rzeźnikiem z Jass. W latach 1930 - 1935 zamordował co najmniej 21 osób.

## Zbrodnie i aresztowanie
Z pomocą 17-letniej dziewczyny, Tcaciuc zwabiał ofiary do swojego domu, gdzie mordował je siekierą i okradał. Siekiera ta była tak skonstruowana, by nie wyślizgiwała się z rąk zabójcy. Tcaciuc został aresztowany 7 września 1935 r. po tym, gdy policja odnalazła 6 ciał zakopanych pod jego domem. Podczas śledztwa, przyznał się do popełnienia 26 morderstw, jednak 5 ciał nie odnaleziono. Pozostałe były zakopane pod podłogą jego domu lub w lesie. 17 października 1935 r. podczas rekonstrukcji jednej z zbrodni, Tcaciuc próbował uciec. Jeden z policjantów postrzelił go w wyniku czego zmarł.